# Hårginst
Hårginst (Genista pilosa) är Hallands landskapsblomma. Ginst är en liten risartad buske som blir 2 till 3 decimeter hög. Hårginst blommar i maj-juni med gula blommor som sitter i toppställda klasar. Hårginst kan knappast förväxlas med andra arter. Hårginst förekommer sällsynt i Skåne, Halland och Småland, men har också naturaliserats i Västerbottens skärgård.

## Trivialnamn
Hårginst, som ofta bara kallas ginst, har också kallats för "knutginst".